# Johannes Moser (Volkskundler, 1855)
Paul Ernst Johannes Moser (* 23. August 1855 in Roßla; † 8. Januar 1912 in Wohnbach) war Pfarrer und Volkskundler. Er wurde als Sohn eines Konsistorialrats geboren. Nachdem er die Pfarrstelle in Wolfsberg (Sangerhausen) und Dietersdorf (Südharz) begleitete, übernahm er aus familiären Gründen 1906 die Pfarrstelle in Wohnbach. Dort verstarb er 1912.

## Volkskundler
Neben theologischen und heimatgeschichtlichen Arbeiten, letztere besonders zu Wohnbach, beschäftigte er sich besonders mit den volkskundlichen Themen wie Magie und Hexerei. Moser hinterließ umfangreiche handschriftliche Ergänzungen zu Wilhelm Gottlieb Soldan und Heinrich Heppe zur Geschichte der Hexenprozesse. Diese wurden nach seinem Tod der Universitätsbibliothek Gießen übergeben. Außerdem beschäftigte er sich mit der Geschichte der Hexenprozesse in Quedlinburg. Die meisten seiner volkskundlichen Arbeiten veröffentlichte er in der „Zeitschrift des Harz-Vereins für Geschichte und Altertumskunde“.
Kurz vor seinem Tod schloss er eine umfangreiche Sammlung Wohnbacher Flurnamen ab, die in einer neuen Arbeit zu dem gleichen Thema eingeflossen ist.
Die meisten seiner Arbeiten befassen sich mit Themen seiner Heimat im Südharz und der Grafschaft Stolberg-Roßla.

## Aufsätze
- Hexengeschichten aus dem Pfarrarchiv zu Bennungen. In: Zeitschrift des Harzvereins. 27 (1894). S. 627–633.
- Einweihung der Kirche zu Dietersdorf. In: Sangershäuser Sonntagsblatt. 1897. S. 74.
- Die Dietersdorfer Glocken. In: Sangershäuser Sonntagsblatt. 1897. S. 50.
- Die Grabeskapelle auf dem Breitenberg und die älteste Kirche in Dietersdorf. In: Zeitschrift des Harzvereins 1897.
- Das Leben Johann Conrad Kranoldts, Pastor zu Dietersdorf und Chronisten der goldenen Aue, von ihm selbst geschrieben. Mit Anmerkungen und Anhang herausgegeben. In: Zeitschrift des Harzvereins. 28. 1895. S. 661–694.
- Thomas Bocke, der erste evang. Pastor zu Dietersdorf. In: Zeitschrift des Harzvereins 30. S. 501–505
- Über den Wohnbacher Friedensverein 1852/53. 5 Art. Hungener Landpost. Sept. u. Okt. 1909, vgl. auch Hess. Kirchenblatt März 1910.
- Der Selbstmordversuch Karl Gutzkow im Hotel Trapp in Friedberg. In: Friedberger Geschichtsblätter. Band 3, 1911, S. 86–91.
- Wie es Wohnbach zu Ende des Siebenjährigen Krieges ergangen ist. In: Friedberger Geschichtsblätter. Band 3, 1911, S. 141–149.